# Ginger Lake
Der Ginger Lake (von englisch ginger ‚fuchsrot, rotbraun‘; polnisch Jeziorko Imbirowe) ist ein See auf King George Island im Archipel der Südlichen Shetlandinseln. Er liegt zwischen dem Hügel Brama und dem Demay Point. Sein Überlauf mündet in die Staszek Cove, eine Nebenbucht der Admiralty Bay.
Polnische Wissenschaftler benannten ihn nach der Färbung seines Wassers.